# Ettore Majorana
Ettore Majorana (Catania, 5 agosto 1906 – ... scomparso il 26 marzo 1938) è stato un fisico italiano.
Operò principalmente come ricercatore teorico in fisica all'interno del gruppo noto come i "ragazzi di via Panisperna": le sue opere più importanti riguardano la fisica nucleare e la meccanica quantistica relativistica, con particolari applicazioni nella teoria dei neutrini. 
La sua fama è anche dovuta all'improvvisa e misteriosa scomparsa che suscitò numerose speculazioni riguardo al possibile suicidio o allontanamento volontario e alle reali motivazioni, senza che venisse mai appurato con certezza cosa gli fosse accaduto.

## Biografia

### Infanzia e famiglia

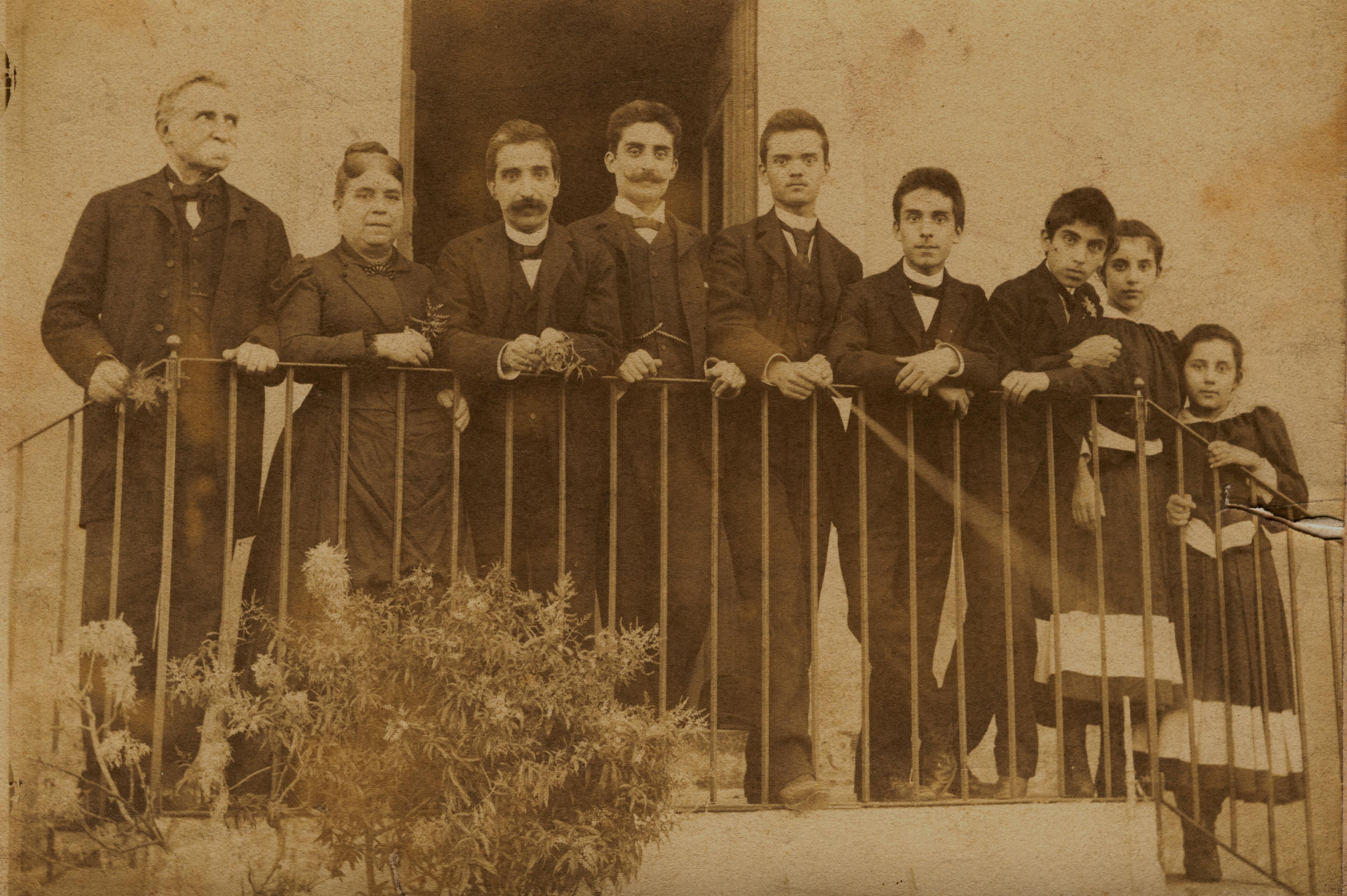
La famiglia Majorana, tra cui il padre, gli zii e i nonni

Ettore Majorana nacque a Catania il 5 agosto 1906 in Via Etnea n°251, penultimo dei cinque figli di Fabio Majorana e di Dorina Corso (1876-1965). Egli apparteneva ad un’antica e prestigiosa famiglia originaria di Militello in Val di Catania.

Il nonno di Ettore, Salvatore Majorana Calatabiano, era stato deputato dalla nona alla tredicesima legislatura nelle file della sinistra storica, due volte ministro dell'Agricoltura, Industria e Commercio nel primo e terzo governo Depretis e senatore del Regno d'Italia.

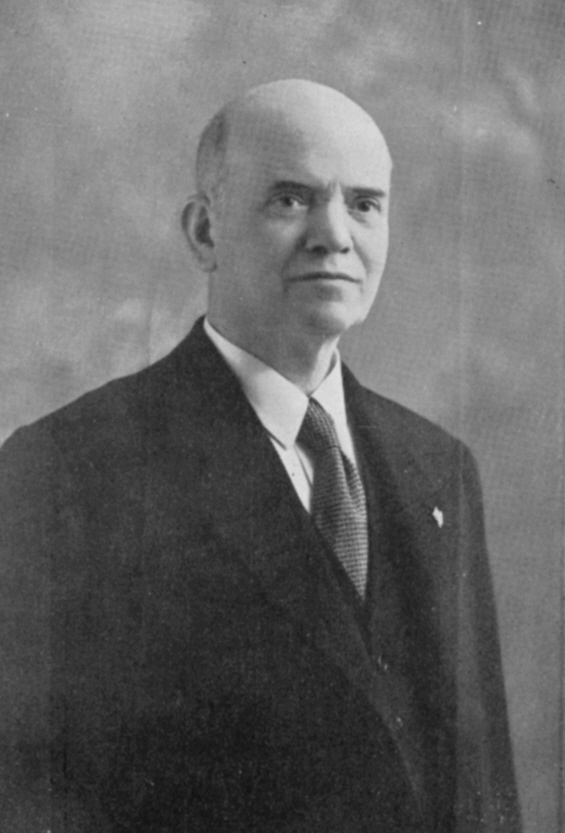
Il fisico Quirino Majorana, zio di Ettore

Il padre Fabio, quinto di sette fratelli, si era laureato a ventidue anni in Ingegneria e quindi in Scienze fisiche e matematiche. Gli altri quattro fratelli maschi, zii di Ettore, erano Giuseppe, giurista, accademico e deputato al parlamento nazionale; Angelo, statista; Quirino, fisico; Dante, giurista e accademico; seguivano le due sorelle minori del padre, Elvira (1876-1944) ed Emilia (1879-1967).
I quattro fratelli di Ettore erano: Salvatore (1903-1972), dottore in legge e studioso di filosofia; Rosina (1901-1978); Luciano (1905-1967), ingegnere civile, specializzato in elettrotecnica che si dedicò anche a progettazioni aeronautiche e alla costruzione di strumenti per l'astronomia ottica; Maria (1914-1997). Le sorelle Rosina e Maria erano state educate alla cultura artistica e Maria era diplomata in pianoforte al Conservatorio Santa Cecilia. 
Majorana fu un bambino prodigio, rivelando una precoce attitudine verso la matematica; già all'età di cinque anni era in grado di svolgere mentalmente calcoli complicati e sotto la guida del padre si dedicò autonomamente allo studio della fisica, disciplina che sin da piccolo lo affascinava. Ettore terminò le elementari e successivamente il ginnasio, completato in quattro anni, presso il collegio "Massimiliano Massimo" dei Gesuiti a Roma. Nonostante le sue passioni per il mondo scientifico, Majorana possedeva anche un'ottima cultura umanistica (apprezzava molto il conterraneo Luigi Pirandello); era inoltre dotato di un fine senso dell'ironia, ed era estremamente acuto nelle sue rare ma preziose osservazioni.
Quando anche la famiglia si trasferì a Roma nel 1921, continuò a frequentare l'istituto Massimo come esterno per il primo e secondo anno del liceo classico. Frequentò il terzo anno presso il liceo Torquato Tasso, e nella sessione estiva del 1923 conseguì la maturità classica. Terminati gli studi liceali Ettore si iscrisse alla facoltà d'Ingegneria. Fra i suoi compagni di corso vi erano il fratello Luciano, Gastone Piqué, Emilio Segrè ed Enrico Volterra.

### Il passaggio a fisica
Emilio Segrè, giunto al quarto anno di studi d'ingegneria, decise di passare a fisica: questa scelta, che meditava da tempo, era stata influenzata dagli incontri avvenuti nell'estate del 1927 con Franco Rasetti ed Enrico Fermi, allora ventiseienne, da poco nominato professore ordinario di fisica teorica all'Università di Roma, cattedra creata in quel periodo da Orso Mario Corbino; si noti che, della commissione che assegnò la cattedra a Fermi, era membro Quirino Majorana, zio di Ettore.
Segrè riuscì a convincere anche Majorana a passare a fisica, passaggio avvenuto dopo un incontro con Fermi. Ecco il resoconto di Amaldi su quell'incontro:
(Leonardo Sciascia)
Majorana passò a fisica e cominciò a frequentare l'Istituto di Via Panisperna regolarmente fino alla laurea, meno di due anni dopo. Si laureò, con il voto di 110/110 e lode, il 6 luglio 1929, con relatore Enrico Fermi, presentando una tesi sulla teoria quantistica dei nuclei radioattivi. All'istituto Ettore trascorreva molto tempo in biblioteca, preferendo il lavoro solitario allo spirito di gruppo che rese celebri i giovani scienziati che attorniavano Fermi. Fu infatti l'unico a non lavorare in collaborazione diretta con Fermi, anche in qualità di teorico, pur essendo il solo in grado di interagirvi alla pari.
Un altro aneddoto ricorda il commento sarcastico di Majorana alla scoperta del neutrone, che valse successivamente il premio Nobel per la fisica a James Chadwick:
In quel periodo effettuò diversi studi, alcuni dei quali confluirono in diversi articoli su argomenti di spettroscopia e su un articolo sulla descrizione di particelle con spin arbitrario. Effettuò anche brevi studi su moltissimi argomenti che spaziavano dalla fisica terrestre all'ingegneria elettrica, alla termodinamica, allo studio di alcune reazioni nucleari non molto diverse da quelle che sono alla base della bomba atomica. È stato possibile ricostruire in parte il percorso di questi studi in base a una serie di manoscritti, i Quaderni e i Volumetti, custoditi dalla Domus Galilaeana di Pisa e pubblicati nel 2006.
Per il carattere distaccato, critico e scontroso ed allo stesso tempo autocritico e modesto, gli fu affibbiato il soprannome di “Grande inquisitore”. Anche tutti gli altri giovani fisici dell’Istituto di via Panisperna avevano un soprannome, in genere derivato dalla gerarchia ecclesiastica: Fermi era il “Papa”, Rasetti, che spesso sostituiva Fermi in alcune mansioni importanti, il “Cardinale Vicario”, Corbino il “Padreterno”, Segrè “Basilisco” (per il suo carattere mordace), mentre Amaldi, dalle delicate fattezze quasi femminee, era chiamato "Gote rosse", o “Adone”, un titolo di cui non era affatto entusiasta.

### Il soggiorno tedesco
Si lasciò comunque convincere ad andare all'estero (Lipsia e Copenaghen), come anche Enrico Fermi aveva fatto più volte negli anni venti, e gli fu assegnata dal Consiglio Nazionale delle Ricerche una sovvenzione per tale viaggio che ebbe inizio alla fine di gennaio del 1933 e durò circa sei mesi. L'incontro con Werner Heisenberg fu proficuo, tanto che questi riuscì (lì dove Fermi e gli altri avevano fallito) a far pubblicare a Majorana Über die Kerntheorie (Sulla teoria nucleare), in Zeitschrift für Physik (Giornale di fisica).
Sono pervenute alcune sue lettere del periodo tedesco. Il 20 gennaio, in una lettera alla madre, scrive:
In una lettera al padre, il 18 febbraio, scrive:
Nel viaggio fatto all'estero fu colpito dall'organizzazione tedesca. Ecco come illustra nella medesima lettera alla madre la rivoluzione nazista:
Non è dato sapere se i suoi più intimi collaboratori conoscessero le sue impressioni e le sue idee sulla Germania nazista: è certo comunque che Fermi, la cui moglie era ebrea, non gradì particolarmente tali idee e concezioni, e lo stesso vale per Segrè, ebreo a sua volta, che rimase stizzito da una lettera del 22 maggio 1933 nella quale Majorana scrive:
In un'altra lettera spedita a Giovanni Gentile parla di stupida teoria della razza; nell'ultimo suo articolo pubblicato Majorana esprime, sia pure in modo indiretto, un'opinione positiva del libero arbitrio, opinione che pare incompatibile con il nazismo. Successivamente Majorana si recò a Copenaghen, dove conobbe Niels Bohr, la cui frequentazione lo portò a conoscere altri fisici importanti dell'epoca, tra i quali Christian Møller e Arthur H. Rosenfeld, e a frequentare George Placzek, che già da qualche tempo conosceva.
Nel 1934, qualche mese dopo il rientro dal soggiorno tedesco, muore a Roma il padre Fabio Majorana, cui Ettore pare fosse legatissimo. Nello stesso anno il gruppo di Via Panisperna scopre in laboratorio le proprietà dei neutroni lenti, scoperta che dette l'avvio alla realizzazione del primo reattore nucleare sperimentale e della successiva bomba atomica nei Laboratory Nazionali di Los Alamos (USA), nell'ambito del Progetto Manhattan, in piena seconda guerra mondiale.
Per circa tre anni, dal 1934 al 1937, Majorana si chiude in casa a lavorare per ore senza uscire mai, frequentando sempre più saltuariamente l'Istituto di Fisica di via Panisperna e studiando in maniera furiosa, tanto che i medici arriveranno a diagnosticargli un esaurimento nervoso. Spesso, quando era a casa, non interagiva con nessuno e respingeva la corrispondenza scrivendo di proprio pugno, con forte autoironia, si respinge per morte del destinatario; inoltre curava poco l'aspetto fisico, lasciandosi crescere barba e capelli. Quello che è certo è che non cessava di studiare: i suoi studi si erano ampliati. Questo è il periodo più oscuro della sua vita: non si sa quale fosse la materia dei suoi studi, anche se qualcosa si può dedurre dalle sue lettere, in particolare da una fitta corrispondenza con lo zio Quirino, noto fisico sperimentale, che stava studiando la fotoconducibilità di lamine metalliche.
Ecco il ritratto che ne dà, in quel periodo, Laura Fermi:
E ancora:
In questo periodo Majorana disse una frase estremamente sibillina e ambigua, poi variamente interpretata:
Nel 1937 Ettore Majorana accettò, dopo aver rifiutato Cambridge, Yale e Carnegie Foundation, la cattedra di professore di fisica teorica all'Università di Napoli per meriti scientifici (pare che tale nomina lo ferì nell'orgoglio, perché aspirava ad una cattedra a Roma), dove stabilì un rapporto di amicizia con Antonio Carrelli, professore di fisica sperimentale presso lo stesso Istituto di Fisica.
Anche a Napoli Majorana condusse una vita estremamente ritirata, con i suoi malanni che gli davano fastidio e che si ripercuotevano inevitabilmente sul suo carattere e sul suo umore. Il 12 gennaio 1938 Majorana accettò ufficialmente la cattedra di fisica teorica presso l'Università di Napoli, ed il giorno dopo tiene la lezione inaugurale, alla presenza della famiglia.

### La misteriosa scomparsa

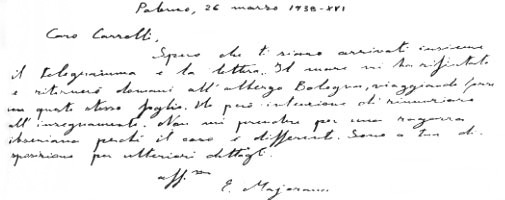
Ultima lettera di Majorana.

La sera del 25 marzo 1938, all'età 31 anni, in un periodo in cui tutto il gruppo di fisici di Via Panisperna si stava disperdendo ognuno con i propri incarichi in Italia o all'estero, Ettore Majorana partì da Napoli, ove risiedeva all'albergo "Bologna" in via Depretis n°72, con un piroscafo della Tirrenia alla volta di Palermo, ove si fermò un paio di giorni alloggiando al "Grand Hotel Sole": il viaggio gli era stato consigliato dai suoi più stretti amici, che lo avevano invitato a prendersi un periodo di riposo.
Il giorno stesso a Napoli, prima di partire, aveva scritto a Carrelli la seguente missiva:
Ai familiari aveva invece scritto:
Il 26 marzo Carrelli ricevette da Majorana un telegramma in cui gli diceva di non preoccuparsi di quanto scritto nella lettera che gli aveva precedentemente inviato.
Lo stesso giorno fu scritta e spedita anche questa ultima lettera, dopo il viaggio di andata:
Palermo, 26 marzo 1938 - XVI

Nonostante avesse detto di voler rimanere a disposizione, da quel momento di Majorana si persero le tracce.

Annuncio per la scomparsa di Ettore Majorana stampato sulla Domenica del Corriere.

Iniziarono le ricerche. Delle indagini si occupò il capo della polizia Arturo Bocchini, sollecitato da una lettera urgente di Giovanni Gentile. Del caso si interessò lo stesso Mussolini che ricevette una "supplica" della madre di Majorana e una lettera di Enrico Fermi; sulla copertina del fascicolo in questione scrisse: voglio che si trovi. E Bocchini, evidentemente, per alcuni indizi poco incline all'ipotesi del suicidio, aggiunse di sua mano: i morti si trovano, sono i vivi che possono scomparire. Fu anche proposta una ricompensa di 30 000 lire per chi ne desse notizie, ma non si seppe mai più nulla di lui, almeno non in modo inequivocabile.
Il professor Vittorio Strazzeri dell'Università di Palermo asserì di averlo visto a bordo alle prime luci dell'alba del 27 marzo mentre il piroscafo sul quale era imbarcato si accingeva ad attraccare a Napoli (in realtà egli condivise la cuccetta con un giovane viaggiatore che, secondo la descrizione, corrispondeva a Majorana, da lui mai conosciuto personalmente). Un marinaio asserì di averlo scorto, dopo aver doppiato Capri, non molto prima che il piroscafo attraccasse, e la società Tirrenia, anche se l'episodio non fu mai confermato, asserì che il biglietto di Majorana era tra quelli testimonianti lo sbarco. Anche un'infermiera che lo conosceva sostenne di averlo visto, in questo caso nei primi giorni dell'aprile 1938, mentre camminava per strada a Napoli. Ma non fu mai trovata nessuna traccia documentata della sua destinazione e le ricerche in mare non diedero alcun esito.
Le indagini furono condotte per circa tre mesi e si estesero a una Residenza dei Gesuiti che si trovava vicino a dove lui abitava, dove pare si fosse rivolto per chiedere una qualche sorta di aiuto, forse come reminiscenza del suo periodo scolastico presso i Gesuiti di Roma. La famiglia seguì anche una pista che sembrava portare al Convento di S. Pasquale di Portici, ma alle domande rivoltegli il padre guardiano rispose: "Perché volete sapere dov'è? L'importante è che egli sia felice".
Ci fu una ridda di ipotesi e indizi, ma non si ebbero mai certezze sulla sorte di Majorana: nelle sue lettere egli non parla mai di suicidio, ma solo di scomparsa ed era persona attenta alle parole.In realtà non si sa se Majorana fosse davvero ripartito da Palermo per Napoli nel viaggio di ritorno come da lui annunciato, se si sia gettato in mare o se abbia voluto far perdere le proprie tracce, cedendo il biglietto ad un altro in attesa di imbarco, depistando tutti con dichiarazioni ambigue, contraddittorie e spiazzanti. L'unica certezza è che già a gennaio del 1938 Majorana aveva chiesto di prelevare dalla banca i suoi soldi, e qualche giorno prima del 25 marzo aveva ritirato 5 stipendi arretrati, che fino a quel momento non si era preoccupato di riscuotere. Il suo passaporto non fu mai trovato.
Il giorno prima di salpare da Napoli verso Palermo nel viaggio di andata (dunque non al ritorno da Palermo) aveva consegnato alla sua allieva Gilda Senatore una cartella di materiale scientifico: questi documenti furono mostrati dopo vari anni a suo marito, anch'egli fisico, che ne parlò con Carrelli che lo riferì al rettore che volle visionarli: dopo di che le carte si persero.

## Le ipotesi sulla scomparsa
Le ipotesi che sono state fatte sulla scomparsa volontaria di Ettore Majorana seguono soprattutto cinque filoni:  suicidio, monastico, tedesco, sudamericano e siciliano.

### Ipotesi del suicidio
L'ipotesi del suicidio, adombrato, ma non esplicitamente annunciato da Majorana nelle sue ultime lettere, è estremamente dolorosa e per l'epoca anche infamante. Le repentine variazioni di intenti (anche la partenza e l'improvviso ritorno a Napoli dopo solo due giorni) potrebbero essere state sintomi di una personalità molto turbata e la frase il mare mi ha rifiutato un poetico eufemismo, in un atteggiamento tipico di chi è tormentato da un pensiero autodistruttivo che non ha il coraggio di attuare oppure volutamente ambigua negli intenti nell'ipotesi di depistaggio. Vi sono infatti alcuni elementi contraddittori, così riassumibili:
- è alquanto inverosimile che una persona, poco prima di suicidarsi, prelevi in banca una somma equivalente all'ammontare di alcune mensilità di stipendio;
- secondo talune testimonianze, Majorana sarebbe stato avvistato e riconosciuto a Napoli giorni dopo la scomparsa.

Ancora nel 2011 continuano le indagini a livello giudiziario sulle ipotesi della scomparsa del fisico. Già tra la fine del 2011 e l'inizio del 2012 appaiono alcune possibili notizie sul caso sul bollettino della Società italiana di fisica. In un articolo su Il Nuovo Saggiatore, Stefano Roncoroni riporta tra l'altro alcuni brani del diario del nonno paterno Oliviero Savini Nicci: questi, Consigliere di Stato, ebbe un ruolo importante nei primi giorni della scomparsa di Ettore. Poi una lettera al direttore datata 29 febbraio 2012 firmata da Francesco Guerra e Nadia Robotti, intitolata "La borsa di studio della rivista 'Missioni': un punto fermo sulla vicenda di Ettore Majorana". In essa gli autori riferiscono, tra l'altro, di una lettera datata 22 settembre 1939 da parte di un gesuita, tale Padre Caselli, a Salvatore, fratello maggiore di Ettore, che comunica di accettare la donazione della famiglia Majorana per istituire una borsa di studio da intitolare all'estinto Ettore. Padre Caselli, ringraziando per la cospicua donazione ricevuta appena il giorno prima, scrive:
Secondo gli autori se ne deduce un "punto fermo" nella vicenda: se un gesuita usa il termine “estinto” vuol dire che non ci sono dubbi sulla possibilità che Ettore Majorana sia deceduto entro il settembre del 1939. E ciò toglierebbe di mezzo anche l'ipotesi del suicidio perché non si dedica una borsa di studio religiosa a un suicida. Tale interpretazione ha già ricevuto però qualche critica, osservandosi che potrebbe essersi ingenerato un equivoco tra i termini "scomparso" ed "estinto", o comunque dato definitivamente per morto nel succedersi degli eventi e delle loro più nefaste interpretazioni.
È tuttavia da rilevare che la famiglia di Ettore Majorana, costituita dalla madre e dai fratelli, dopo anni di attesa, si sia sempre espressa più o meno apertamente in favore dell'ipotesi più drammatica, ovvero quella del suicidio, cercando di mantenere il più rispettoso riserbo.

### Ipotesi monastica
Secondo un’altra ipotesi, sposata soprattutto da Leonardo Sciascia nel suo saggio La scomparsa di Majorana, si sarebbe trattato di una sorta di "dramma personale", di un "genio immaturo e irrequieto" o comunque diverso, alieno dalla normalità ovvero di un uomo, provato da malanni fisici persistenti (colite ulcerosa o gastrite) e stanco dopo aver indagato a fondo molteplici campi dello scibile umano, compresa la fisica e la filosofia ("la parte e il tutto"), abbia deciso di cambiare o rifarsi una vita lontano dai riflettori, rinunciando anche all'insegnamento, per via del suo carattere solitario, schivo e poco socievole al limite della misantropia, fors'anche conscio e turbato dai possibili esiti della fisica moderna, delle responsabilità etiche dello scienziato e dell'imminente conflitto mondiale, depistando le indagini a suo favore, facendosi credere morto e cercando l'oblio con una sorta di istrionico "colpo di teatro" pirandelliano, parzialmente casuale e parzialmente voluto, come accaduto nel personaggio de Il fu Mattia Pascal. 

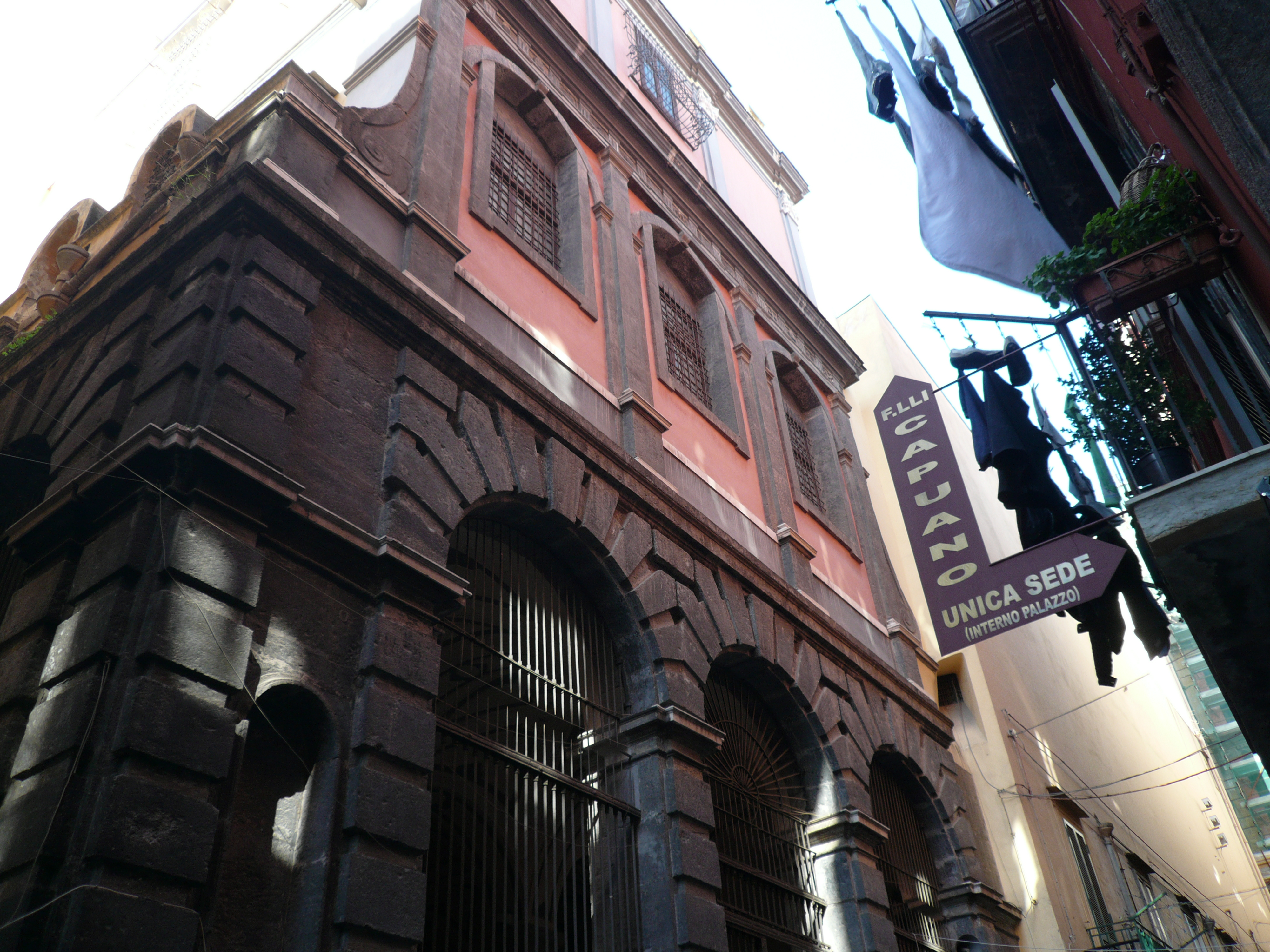
Convento di San Gregorio Armeno a Napoli, dove secondo qualcuno si rifugiò Ettore

Infatti, secondo i conoscenti universitari più stretti, Majorana stanco, sovraccarico di responsabilità e con il peso della sua stessa fama, sarebbe caduto in uno stato di profonda depressione subito dopo l'assegnazione della cattedra a Napoli, da cui la rinuncia all'insegnamento e, forse, la decisione di scomparire cambiando vita. Sulla questione è tornato nel 1999 lo storico della matematica Umberto Bartocci, con uno studio che discute, oltre a quelle menzionate, l'ipotesi che Majorana possa essere stato vittima di un piano maturato nell'ambiente dei fisici da lui frequentato, teso a eliminare un pericoloso rivale di parte avversa in vista dell'imminente conflitto mondiale. Le argomentazioni di Bartocci, di tipo logico, psicologico e indiziario, sono state accolte da grande scetticismo (per non dire ripugnanza) nell'ambiente dei fisici, ma hanno anche attirato l'attenzione di diversi studiosi (storici e non). Nel 2021 Bartocci, alla luce di nuove fino allora inedite notizie concernenti la vita privata di Majorana, presenta una nuova soluzione del caso che considera definitiva almeno fino al momento della scomparsa dello scienziato catanese, un allontanamento volontario che sarebbe scaturito da gravi motivazioni personali e familiari: "La scomparsa di Ettore Majorana (1906-1974) - Soluzione: allontanamento volontario, ovvero, una questione (molto) privata, ovvero anche, cherchez la femme, o meglio les femmes". Una versione ridotta di questo articolo viene pubblicata nella rivista portoghese Electra Magazine con il titolo: "The Disappearance of Ettore Majorana".
L'ipotesi monastica si riallaccia alla gioventù di Ettore, poiché aveva frequentato l'Istituto Massimiliano Massimo dei gesuiti a Roma, e alla sua condizione di credente. Un possibile legame, dunque, con il passato che si fa vivo ovvero una parte della sua giovinezza. Su questa pista si erano inoltre indirizzate le ricerche della stessa famiglia, la quale scrisse a Papa Pio XII Pacelli, promettendo di non voler affatto interferire sulle scelte eventualmente maturate da Ettore, al solo scopo di sapere dal Vaticano semplicemente se egli fosse vivo: ma nessuna risposta, di nessun segno, venne mai fornita. Questa ipotesi viene ripresa nel libro di Alfredo Ravelli Il dito di Dio, dove Rolando Pelizza racconta di aver conosciuto il "maestro" in un convento e di aver collaborato con lui nella realizzazione di alcuni esperimenti.

Egli, secondo Sciascia, infine si sarebbe rinchiuso nella Certosa di Serra San Bruno in Calabria, per sfuggire a tutto e a tutti, dal momento che non sopportava la vita sociale. Molti hanno sostenuto come veritiera questa ipotesi, ma essa fu sempre negata dai monaci dell'ordine certosino, anche se fu, in seguito, papa Giovanni Paolo II in persona ad avvalorarla quando, il 5 ottobre 1984, andò in visita alla Certosa e in un discorso menzionò la passata presenza di personaggi illustri ospitati tra le sue mura, tra cui il fisico scomparso. 

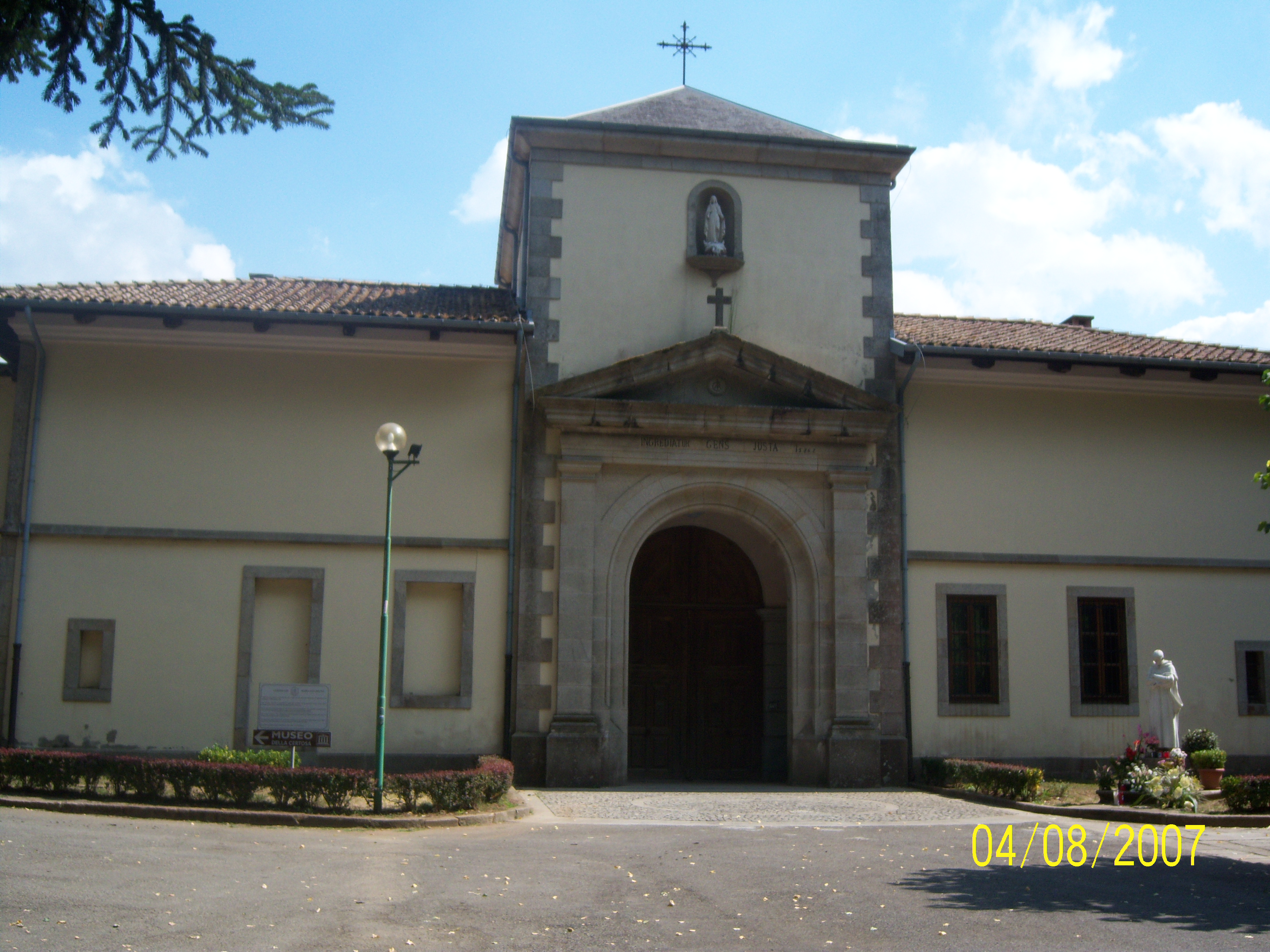
La certosa di Serra San Bruno, dove secondo una delle ipotesi si presume si fosse rinchiuso Ettore

Secondo Stefano Roncoroni (figlio di una cugina di Ettore Majorana, sin da giovane appassionato studioso del caso), Ettore Majorana fu infatti ritrovato da suo fratello maggiore, Salvatore, nel marzo del 1938 in un vallone del catanzarese, ma avendo deciso di sparire nessuno riuscì a convincerlo a tornare sui suoi passi, e sarebbe poi morto nel 1939. I Majorana, prendendone atto, avrebbero deciso di non collaborare alle indagini e di non rivelare dove si trovasse il fisico e tacere sulla sua fine. Tra le motivazioni addotte dallo stesso Roncoroni c'è una malattia organica grave e molto più diffusa a quel tempo (forse tubercolosi) che un vicino convento era in grado di curare, una profonda crisi mistica o personale/esistenziale favorita forse dalla sindrome di Asperger, oppure la presunta omosessualità di Majorana, a quel tempo molto meno tollerata di ora, e i conseguenti dissidi familiari. A sostegno di ciò Roncoroni ha detto di aver avuto una conversazione con Salvatore, fratello maggiore di Ettore, il quale (commuovendosi) confermava questa sua caratteristica.
Secondo il prof. Elio Tartaglione, assistente per molti anni di Antonio Carrelli: «Un giorno, dopo la lezione, Carrelli mi condusse nel convento di San Gregorio Armeno, e mi rivelò, indicandomi una finestra, che in una di quelle celle Majorana praticava gli esercizi spirituali», dichiarazioni riportate su Repubblica il 7 luglio 2006. Il prof. Bruno Preziosi, collega di Tartaglione, che ne raccolse le confidenze, aggiunse che nell'occasione l'assistente chiese al Carrelli "Ma allora è ancora vivo?" ottenendo la risposta "Ritorniamo all'istituto che abbiamo da fare". Di seguito, riferisce sempre il prof. Bruno Preziosi, Tartaglione descrisse in una lettera gli accadimenti al Rettore dell'università di Napoli Fulvio Tessitore, il quale interrogò l'allora Arcivescovo Giordano, suo amico personale, ricevendone però la risposta "la domanda è irricevibile".
Dalle carte del pontificato di Pio XII custodite nell'Archivio apostolico vaticano, aperte agli studiosi il 2 marzo 2020, risulta che la Santa Sede smise di cercare il fisico scomparso già nel 1940, dandolo ormai per morto.

### Ipotesi tedesca
L'ipotesi tedesca suppone che egli sia tornato (o forse anche rapito) in Germania per mettere le sue conoscenze e le sue intuizioni a disposizione del Terzo Reich, e che dopo la seconda guerra mondiale sia emigrato in Argentina come molti altri esponenti del regime nazista, come testimonierebbe, secondo i fautori di questa ipotesi, una foto del dopoguerra in cui compare un volto con fattezze simili a quelle di Majorana. Per qualcuno invece questa "bizzarra" ipotesi sarebbe una "bufala". In tale ambito, non manca nemmeno l'ipotesi dell'assassinio da parte di qualche servizio segreto per motivi politici.

### Una nuova ipotesi: il ritorno a Roma
Un testimone, rimasto però anonimo, ha riferito di aver incontrato all'inizio degli anni ottanta a Roma un senzatetto che diceva di avere la soluzione dell'Ultimo teorema di Fermat, enigma che ha impegnato, fin dal XVII secolo, i più grandi matematici, e che all'epoca risultava ancora irrisolto. Il testimone riferisce che: "Majorana stava in piazza della Pilotta, sugli scalini dell'Università Gregoriana, a due passi da Fontana di Trevi. Aveva un'età apparente di oltre 70 anni. A quel punto gli dissi di farsi trovare la sera seguente perché volevo farlo incontrare con Di Liegro". L'incontro con monsignor Luigi Di Liegro, fondatore della Caritas romana, avvenne la sera successiva. Fu lo stesso Di Liegro a rivelare al testimone la reale identità del senzatetto. Il racconto del testimone anonimo prosegue con Di Liegro che provvede a riportare il Majorana in un convento dove lui era ospite e da dove si era allontanato.
Sempre il testimone ha raccontato di aver parlato con il sacerdote della necessità di mettersi in contatto con la famiglia di Majorana, ma egli non ne volle mai sapere, chiedendo anzi al testimone di tacere per almeno 15 anni dopo la sua morte, avvenuta il 12 ottobre 1997. L'intera faccenda potrebbe però anche essere inquadrabile come caso di equivoco o mitomania da parte di un senzatetto.

### Ipotesi siciliana
Esiste anche una quinta ipotesi, emersa intorno agli anni settanta, che dava Majorana in Sicilia: sarebbe stato infatti lui il fisico eccellente che errava per la Sicilia come un senza fissa dimora. In realtà esistono effettivamente degli elementi a sostegno di questa ipotesi: un certo Tommaso Lipari girava infatti per le strade di Mazara del Vallo, dove trovò la morte il 9 luglio 1973; si trattava di un vagabondo particolare, dotato di una brillante conoscenza delle materie scientifiche, che lo portava a risolvere i compiti degli scolari che incontrava. Un abitante del paese, Armando Romeo, disse che Lipari gli aveva mostrato una cicatrice sulla mano destra, cicatrice che possedeva anche Majorana; inoltre usava un bastone con incisa la data del 5 agosto 1906, ovvero la data di nascita del fisico. Infine, al funerale di Lipari parteciparono tante persone, troppe per quello che è di solito l'estremo saluto a un vagabondo, e suonò la banda del paese.
Sul caso Lipari intervenne anche l'allora procuratore di Marsala, Paolo Borsellino: nel 1948 un certo Tommaso Lipari era stato rilasciato dalla galera (dov'era finito per un piccolo reato), ed era così possibile confrontare la sua firma con quella del senza tetto. Borsellino riscontrò tra loro una tale somiglianza che si sentì di concludere che appartenessero alla stessa persona, escludendo quindi un'"ipotesi Majorana". Secondo altri invece è estremamente improbabile che una persona della razionalità, della cultura e dello spessore di Majorana, nonché della sua estrazione sociale familiare, possa aver scelto deliberatamente di vivere da indigente; d'altro canto non è affatto infrequente trovare persone colte cadute in disgrazia per vicissitudini varie della vita e finite a fare il vagabondo.

### Ipotesi argentina
L'ipotesi argentina si fonda su tracce, reperite da Erasmo Recami, di una sua presenza a Buenos Aires, specie intorno agli anni sessanta, forse emulo di molti altri emigranti italiani del primo e secondo dopoguerra: la madre di Tullio Magliotti riferì di aver sentito parlare di lui dal figlio; la moglie di Carlos Rivera raccontò di un presumibile avvistamento del Majorana all'Hotel Continental; un ex ispettore di polizia riconobbe in un'immagine di Majorana l'italiano che incontrò a Buenos Aires in quegli anni.

#### Chi l'ha visto?e le indagini della magistratura romana: Majorana ritrovato in Venezuela?
Nel 2008 si è parlato della vicenda anche in occasione di una puntata della nota trasmissione televisiva Chi l'ha visto? In particolare venne intervistato Francesco Fasani, un italiano emigrato in Venezuela a metà degli anni cinquanta, il quale espresse il convincimento di aver frequentato a lungo Majorana, anche se questi non gli avrebbe mai rivelato la propria identità. Secondo questa ricostruzione, Ettore Majorana si faceva chiamare signor Bini. La prova principale sarebbe una foto del 1955 di Fasani con il presunto Majorana, conosciuto come Bini. Dalle analisi effettuate dai carabinieri del RIS di Roma era risultata compatibile, in almeno dieci punti, con i tratti somatici del fisico catanese e, inoltre, l'uomo ritratto avrebbe avuto una forte somiglianza con il padre di Majorana, Fabio Massimo. Come ulteriore prova Fasani ha inoltre fornito una cartolina che Quirino Majorana, zio di Ettore (fratello del padre e anch'egli fisico di fama mondiale), spedì nel 1920 all'americano W.G. Conklin, e ritrovata dallo stesso Fasani nella vettura del presunto Bini-Majorana, una Studebaker gialla.
Il procuratore aggiunto Pierfilippo Laviani della Procura della Repubblica di Roma, affidò ai carabinieri verifiche ulteriori in Argentina e Venezuela, ipotizzando che lo scienziato catanese poteva essere ancora in vita nel periodo 1955-1959. Il 3 febbraio 2015 la Procura della Repubblica di Roma, in seguito all'apertura di un fascicolo nel 2011 sulla scomparsa del fisico, ha richiesto l'archiviazione dell'indagine, stabilendo che Ettore Majorana si fosse «trasferito volontariamente all'estero permanendo in Venezuela almeno nel periodo tra il '55 e il '59», che la foto scattata in Venezuela nel 1955 abbia «portato alla perfetta sovrapponibilità dei singoli particolari anatomici tra cui naso, mento e orecchie» e che la testimonianza del Fasani costituisca «una ulteriore prova dell'identità tra Bini e Ettore Majorana, a sostegno e completamento del materiale d'indagine esaminato».

#### La seconda vita di Majorana
Nel 2016 esce, edito da Chiarelettere nella collana Reverse, il volume La seconda vita di Majorana, scritto da Giuseppe Borello, Lorenzo Giroffi e Andrea Sceresini; un saggio biografico che indaga sulla presunta vita clandestina del fisico in Sud America, tra Argentina e Venezuela. Gli autori ripartendo dalle rivelazioni della trasmissione Chi l'ha visto? cercano di ricostruire la possibile vita clandestina del famoso fisico italiano. Nel libro viene ipotizzato che Majorana fosse giunto in Venezuela dall'Argentina e che nel periodo venezuelano risiedesse nella città di Guacara nel borgo di San Agustín. Dal libro è stato tratto anche un documentario omonimo andato in onda sul canale Rai Storia per il ciclo Italiani l'11 ottobre 2016 e introdotto da Paolo Mieli.

### Morte presunta
Il 17 gennaio 2025 la sezione civile del Tribunale di Roma, con decreto del 19 dicembre 2024, ne dichiara la morte presunta fissandola alla stessa data della scomparsa.

### Reazioni
Subito dopo aver appreso della sua scomparsa Enrico Fermi, che lo aveva paragonato per capacità a Galilei o Newton, dirà di lui:
Edoardo Amaldi scrisse nel suo Ricordo:
Da ultimo, sull'intera vicenda si sono espressi più volte i discendenti della famiglia con un'opinione fortemente critica (giudicando ad es. incompatibili le foto di Bini in Venezuela con quelle di Majorana), stanchi delle continue e inutili speculazioni sul caso, ritenute semplici bufale giornalistiche, invitando anche a lasciar stare definitivamente una vicenda, divenuta ormai nei decenni oscura e insolubile e verosimilmente anche dai connotati strettamente personali.
Per i suoi tratti di personalità simil schizoidi e allo stesso tempo eccentrici è stato definito da alcuni come il Kafka o il Rimbaud della fisica, mentre alcuni storici della fisica lo collocano a metà tra Einstein e Newton.

## I contributi di Majorana alla fisica

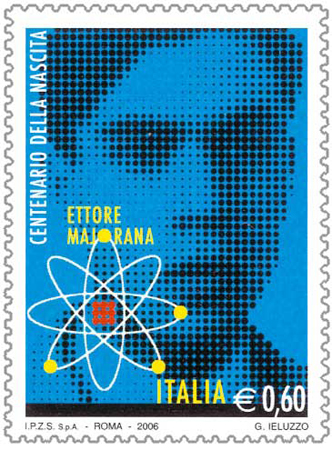
Francobollo commemorativo del centenario della nascita - 2006

Gli studi scientifici di Majorana (in tutto 10 articoli pubblicati) diedero un contributo fondamentale allo sviluppo della fisica moderna e affrontano in modo originale molte questioni, ponendo, secondo la comunità di fisici internazionale, notevoli spunti di riflessione su future scoperte del secondo dopoguerra: nella sua prima fase pubblicò i suoi studi riguardanti problemi di spettroscopia atomica, la teoria del legame chimico (dove dimostrò la sua conoscenza approfondita del meccanismo di scambio degli elettroni di valenza), il calcolo della probabilità di ribaltamento dello spin (spin-flip) degli atomi di un raggio di vapore polarizzato quando questo si muove in un campo magnetico rapidamente variabile; inoltre si dedicò intensamente alla meccanica quantistica, all'interno della quale lavorò su numerose formule scientifiche dando anche una teoria relativistica sulle particelle ipotetiche.
Il maggior contributo scientifico di Ettore Majorana è tuttavia rappresentato dalla seconda fase della sua produzione che comprende tre lavori: la ricerca sulle forze nucleari oggi dette alla Majorana (per primo avanzò infatti l'ipotesi secondo la quale protoni e neutroni, unici componenti del nucleo atomico, interagiscono mutuamente grazie a forze di scambio, ma la teoria è tuttavia nota con il nome del fisico tedesco Werner Heisenberg (teoria di Heisenberg) che giunse autonomamente agli stessi risultati, dandoli alle stampe prima di Majorana), la ricerca sulle particelle di momento intrinseco arbitrario e la ricerca sulla teoria simmetrica dell'elettrone e del positrone. Famosa è anche l'equazione di Majorana a lui intitolata, ma non sua. È ricordato dalla comunità scientifica internazionale per avere dedotto l'equazione a infinite componenti che formano la base teorica dei Sistemi quantistici aperti (computazione quantistica). È, infine, insolito ricordarlo per avere introdotto la probabilità che da una determinata coppia nasca un figlio maschio.
Il 12 aprile 2012 la rivista Science ha pubblicato uno studio che indica la firma dei fermioni da lui teorizzati nel 1938, i quali hanno la caratteristica di coincidere con la controparte di antimateria. L'interpretazione di tale firma come fermioni di Majorana si rivela non corretta, in quanto un successivo e diverso studio, sempre pubblicato sulla rivista Science il 02/10/2014 rivela che si tratta di quasiparticella con spin intero e non di fermione di Majorana.
A oggi non sono stati trovati sperimentalmente i fermioni di Majorana contrariamente ai fermioni di Dirac  e l'esperimento Cuore condotto da INFN presso il loro laboratorio al Gran Sasso di Italia, il più sensibile mai realizzato finora, non avendoli trovati dopo i 3 anni di presa di dati programmati fin dalla progettazione dell'esperimento, si rinnova nella ricerca con un aumento della sua sensibilità d'un fattore 100 (quindi di due ordini di grandezza) per una nuova presa di dati andando anche alla ricerca della grandezza della massa del neutrino, dove i limiti superiori imposti dalle teorie (modello standard e cosmologico) sono inferiore a 1 elettronvolt per il modello standard e i dati cosmologici lo indicano a 0,3 elettronvolt o inferiore a tale valore, dove un elettrone è pari a mezzo milione di elettronvolt.

### L'esperimento GERDA
Acronimo di GERmanium Detector Array, si tratta di un esperimento per misurare l'esistenza del doppio decadimento beta senza neutrini, risultato necessario per la conferma o la smentita dell'esistenza dei fermioni di Majorana. I neutrini introdotti da Fermi nel 1933 dopo il lavoro preparatorio del 1932 sul decadimento beta effettuato con una strumentazione di osservazione a bassa precisione, risultavano a massa nulla e imposta come tale per salvare la legge di conservazione dell'energia quando al tempo conoscevamo poche particelle e tale ipotesi di massa zero appariva coerente con la conoscenza del tempo.
Il suggerimento di massa zero fu di Wolfgang Pauli nel 1933 al Congresso Solvay. Quando l'esperimento Homestake condotto negli anni '60 da Raymond Davis Jr. portò a scoprire che i neutrini erano di tre famiglie (elettronici, muonici e taunici) e che cambiavano famiglia (oscillazione), tutti i fisici capirono che i neutrini avevano necessariamente massa, anche se molto piccola, la prova sperimentale era quella.

## Nella cultura di massa

### Letteratura
- Oltre al già citato saggio di Leonardo Sciascia, verte sulla scomparsa di Majorana anche il romanzo ucronico di Pierfrancesco Prosperi Majorana ha vinto il Nobel, pubblicato nel 2016, ambientato nel 1945 di una linea temporale alternativa in cui la seconda guerra mondiale non è avvenuta e la scomparsa ha luogo poco prima della consegna allo scienziato siciliano del Premio Nobel per la fisica.[89]

- Nel romanzo ucronico Attacco all'Occidente di Mario Farneti, pubblicato nel 2002, si appoggia l'ipotesi che Majorana abbia vissuto nascosto in un monastero nell'Italia meridionale: nella vicenda, ambientata in un 1992 alternativo, lo scienziato, molto anziano ma ancora in vita, aiuta a combattere l'invasione araba in atto grazie alle sue conoscenze.

- Nel romanzo La macchina del vento di Wu Ming 1, pubblicato nel 2019 e ambientato tra i confinati a Ventotene durante il fascismo, Majorana scompare in un'altra dimensione dopo aver utilizzato, contro il volere del suo artefice, un prototipo di macchina del tempo costruito da Giacomo Pontecorboli, immaginario scienziato militante di Giustizia e Libertà che è uno dei personaggi principali del libro.

### Musica
- 1989: il cantautore Franco Battiato menziona la scomparsa di Majorana nella canzone Mesopotamia dell'album Giubbe rosse.
- 2015: il cantautore Flavio Giurato ha pubblicato l'album La scomparsa di Majorana.
- 2017: ha aperto la stagione operistica del Teatro Sociale di Como l'opera lirica Ettore Majorana. Cronaca di infinite scomparse, composta da Roberto Vetrano su libretto di Stefano Simone Pintor.[90]
- 2020: l'ultima traccia dell'album I mortali dei cantautori siciliani Colapesce e Dimartino, si intitola Majorana, con alcuni riferimenti al fisico siciliano.
- 2022: nella traccia Brutto Figlio di del rapper marchigiano Fabri Fibra, la prima strofa si chiude con un riferimento all'atomica di Majorana.

### Cinema
- Ettore Majorana è uno dei personaggi principali del film, diretto da Gianni Amelio, I ragazzi di via Panisperna, trasmesso dalla Rai come miniserie in due puntate nel 1990. In questo film si sposa la tesi che Majorana avrebbe pianificato la propria sparizione perché spaventato dai potenziali effetti distruttivi dell'energia nucleare.
- Nel film satirico del 2006 Fascisti su Marte, diretto da Corrado Guzzanti e Igor Skofic, sono i protagonisti a rapire Majorana per costringerlo a progettare il razzo che li avrebbe portati su Marte.

### Arte
- gennaio/febbraio 2016: lo street artist C215 (Christian Guemy) gli dedicò alcuni suoi famosi stencil intitolati Chi l'ha visto?, lungo il centro storico di Catania;[91]
- settembre 2016: un grande murales fu creato dallo street artist David "Diavù" Vecchiato nella zona di Spinaceto di Roma, al liceo scientifico-linguistico Ettore Majorana, in via Carlo Avolio, dal titolo L'antimaterico, per il progetto Museo Urban Art di Roma (MURo).[92]

### Teatro
- Nel giugno 2023 gli artisti Chiara Boscaro, Marco Di Stefano e Stefano Beghi hanno realizzato la performance audioguidata "Sulle tracce di Majorana" prodotta da La Confraternita del Chianti e Karakorum Teatro per il FringeMi 2023.[93][94]

### Documentari e film biografici
- Al 2014 risale il docu-film La macchina venuta dal futuro di Victor J. Tognola, su una presunta "macchina per la trasmutazione della materia" inventata da Majorana durante gli anni del suo supposto esilio.

- Nel 2016 è stato distribuito il docu-film Nessuno mi troverà, del regista Egidio Eronico, che alterna interviste e documenti a ricostruzioni dei momenti prima della scomparsa dello scienziato, realizzate in animazione.[95][96]

- Nel 2016 è stato prodotto in Francia Il mistero Ettore Majorana, diretto da Camille Guichard con la collaborazione scientifica di Etienne Klein del CEA, adattamento dell'opera En cherchant Majorana, le physicien absolu (Editions des Equateurs-Flammarion) dello stesso Klein che ha anche collaborato alla realizzazione del documentario.

- Nel 2018 è stato diffuso il documentario L'uomo del futuro,[97] in onda sul canale Sky Arte, regia di Francesco Francio Mazza.[98][99]

- Tra la fine del 2019 e il 2020 è stato realizzato il cortometraggio La Particella Fantasma.[100][101][102][103]

### Fumetto
- Nel 2015 è stato pubblicato il romanzo grafico Il segreto di Majorana, con testi di Francesca Riccioni e disegni di Silvia Rocchi.[104][105]

- Il divulgatore scientifico Dario Bressanini ha pubblicato nel 2023 un saggio, inframmezzato da brevi storie a fumetti scritte da lui stesso, intitolato Doctor Newtron. La scienza nel fumetto. In una di queste rivela che il suo protagonista, il supereroe Doctor Newtron, in grado di modificare la composizione atomica della materia, sarebbe nientemeno che Ettore Majorana, che nel 1939 sarebbe emigrato negli Stati Uniti assumendo il falso nome di Tom Taylor.[106]

## Riconoscimenti
Gli sono stati dedicati l'asteroide 29428 Ettoremajorana, il dipartimento di fisica e astronomia dell'Università degli Studi di Catania e numerose scuole e vie in tutta Italia. Inoltre gli è stato intitolato il chip quantistico “Majorana 1” prodotto da Microsoft.

## Opere
- Sullo sdoppiamento dei termini Roentgen ottici a causa dell'elettrone rotante e sulla intensità delle righe del Cesio, con Giovanni Gentile Jr., in "Rendiconti dell'Accademia dei Lincei", vol. 8, 1928, pp. 229–233.
- Ricerca di un'espressione generale delle correzioni di Rydberg, valevole per atomi neutri o ionizzati positivamente, in "Il Nuovo Cimento", a. VI, 1929, pp. XIV-XVI.
- Sulla formazione dello ione molecolare di He, in "Il Nuovo Cimento", a. VIII, 1931, pp. 22–28.
- I presunti termini anomali dell'Elio, in "Il Nuovo Cimento", a. VIII, 1931, pp. 78–83.
- Reazione pseudopolare fra atomi di Idrogeno, in "Rendiconti dell'Accademia dei Lincei", vol. 13, 1931, pp. 58–61.
- Teoria dei tripletti P' incompleti, in "Il Nuovo Cimento", a. VIII, 1931, pp. 107–113.
- Atomi orientati in campo magnetico variabile, in "Il Nuovo Cimento", a. IX, 1932, pp. 43–50.
- Teoria relativistica di particelle con momento intrinseco arbitrario, in "Il Nuovo Cimento", a. IX, 1932, pp. 335–344.
- Über die Kerntheorie, in "Zeitschrift für Physik", vol. 82, 1933, pp. 137–145. [edizione italiana] Sulla teoria dei nuclei, in "La Ricerca Scientifica", vol. 4 (1), 1933, pp. 559–565.
- Teoria simmetrica dell'elettrone e del positrone, in "Il Nuovo Cimento", a. XIV, 1937, pp. 171–184.
- Il valore delle leggi statistiche nella fisica e nelle scienze sociali, a cura di Giovanni Gentile Jr., in "Scientia", vol. 36, 1942, pp. 55–66.
- La vita e l'opera di Ettore Majorana. 1906-1938, Roma, Accademia nazionale dei Lincei, 1966.
- Lezioni all'Università di Napoli, Napoli, Bibliopolis, 1987. ISBN 88-7088-171-7.
- Appunti inediti di fisica teorica, a cura di Salvatore Esposito ed Erasmo Recami, Bologna, Zanichelli, 2006. ISBN 88-08-17592-8.
- Lezioni di fisica teorica, Napoli, Bibliopolis, 2006. ISBN 88-7088-511-9.